# Club Atlético River Plate 1974
Questa voce raccoglie le informazioni riguardanti il Club Atlético River Plate nelle competizioni ufficiali della stagione 1974.

## Stagione
Allenata dall'ex giocatore del River Rossi, la squadra mantiene un rendimento medio in entrambi i campionati, Metropolitano e Nacional. Sfiorata la qualificazione alla fase finale durante il primo di questi, termina il secondo al quinto posto.

## Maglie e sponsor
| Casa | Trasferta |

## Rosa
| N. |                      | Ruolo | Calciatore         |
| -- | -------------------- | ----- | ------------------ |
|    | Argentina (bandiera) | P     | Carlos Barisio     |
|    | Argentina (bandiera) | P     | Ubaldo Fillol      |
|    | Argentina (bandiera) | P     | José Alberto Pérez |
|    | Argentina (bandiera) | D     | Víctor Bottaniz    |
|    | Argentina (bandiera) | D     | Horacio Coll       |
|    | Uruguay (bandiera)   | D     | Baudilio Jáuregui  |
|    | Argentina (bandiera) | D     | Daniel Passarella  |
|    | Argentina (bandiera) | D     | Hugo Pena          |
|    | Argentina (bandiera) | D     | Darío Urchevik     |
|    | Argentina (bandiera) | D     | Fernando Zappia    |
|    | Argentina (bandiera) | D     | Pablo Zuccarini    |
|    | Argentina (bandiera) | C     | Carlos Avanzi      |
|    | Argentina (bandiera) | C     | Rubén Cabrera      |
|    | Argentina (bandiera) | C     | Eduardo Carranza   |

| N. |                      | Ruolo | Calciatore           |
| -- | -------------------- | ----- | -------------------- |
|    | Argentina (bandiera) | C     | Jorge Ghiso          |
|    | Argentina (bandiera) | C     | Héctor Osvaldo López |
|    | Argentina (bandiera) | C     | Juan José López      |
|    | Argentina (bandiera) | C     | Reinaldo Merlo       |
|    | Argentina (bandiera) | C     | Alejandro Sabella    |
|    | Argentina (bandiera) | A     | Norberto Alonso      |
|    | Argentina (bandiera) | A     | Edgardo Di Meola     |
|    | Argentina (bandiera) | A     | Ramón Díaz           |
|    | Argentina (bandiera) | A     | Walter Durso         |
|    | Argentina (bandiera) | A     | Víctor Marchetti     |
|    | Argentina (bandiera) | A     | Ernesto Mastrángelo  |
|    | Argentina (bandiera) | A     | Adolfo Mecca         |
|    | Argentina (bandiera) | A     | Carlos Morete        |

## Statistiche

### Statistiche di squadra
| Competizione               | Punti | Totale | Totale | Totale | Totale | Totale | Totale | DR  |
| Competizione               | Punti | G      | V      | N      | P      | Gf     | Gs     | DR  |
| -------------------------- | ----- | ------ | ------ | ------ | ------ | ------ | ------ | --- |
| Campionato - Metropolitano | 20    | 18     | 9      | 2      | 7      | 37     | 28     | +9  |
| Campionato - Nacional      | 19    | 18     | 7      | 5      | 6      | 33     | 20     | +13 |
| Totale                     | -     |        |        |        |        |        |        | -   |